# Willem Jan van Eys

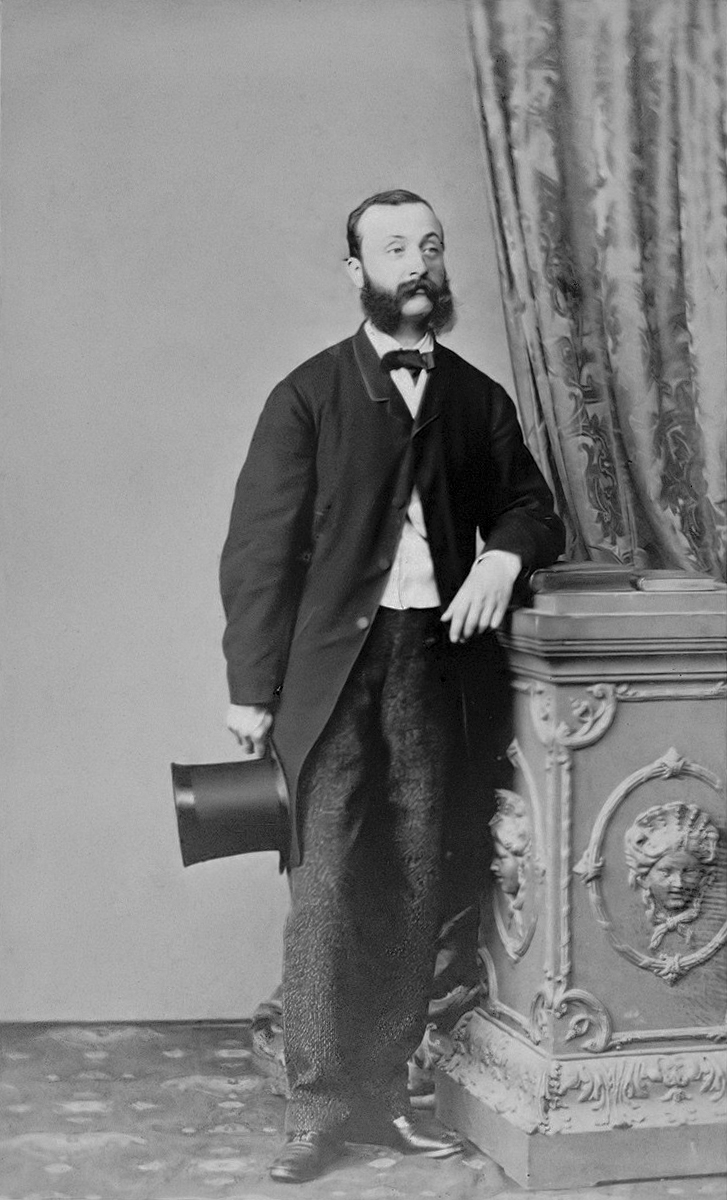
Willem Jan van Eys (1825-1914) (Alphonse Maze)

Jonkheer Willem Jan van Eys (Amsterdam, 16 april 1825 - San Remo, 17 april 1914) was een Nederlandse onderzoeker van het Baskisch. Hij werd op 16 april 1825 gedoopt in de Oude Kerk en trouwde op 1 juni 1865 
te Amsterdam met Mathilde Kleinmann, geboren te Ingouville op 14 december 1836. In de jaren 1871-1875 woonden zij in Londen en in september/oktober 1875 vestigde het echtpaar zich in San Remo, Italië. 
Van Eys was afkomstig uit een welgesteld Amsterdams handels- en zakenmilieu. Zijn vader was nog 'garde d’honneur' van Napoleon geweest. Volgens C.C. Uhlenbeck werd de familie Van Eys in Amsterdam gerekend tot de ‘meilleurs familles patriciennes’, al voor de verheffing in de adelstand in 1816. Het is dus niet verrassend dat W.J. van Eys ook belangstelling koesterde voor heraldiek. In elk geval in de jaren zestig van de negentiende eeuw (tot 1869) was hij lid van het Koninklijk Oudheidkundig Genootschap te Amsterdam, dat in 1858 mede was opgericht door zijn jeugdvriend J.P. Six (1824-1899) en dat talrijke Amsterdamse notabelen onder zijn leden telde. Al jaren in San Remo woonachtig werd hij in 1885 tot lid benoemd van het genealogisch-heraldisch genootschap Nederlandsche Leeuw (opgericht in 1883).       
De thans nagenoeg vergeten geleerde Van Eys was taalkundig een autodidact, maar hij wist zich vanaf de publicatie van zijn in Amsterdam verschenen Essai de grammaire de la langue basque in 1865 een solide reputatie te verwerven. In 1870 werd hij benoemd tot lid van de Maatschappij der Nederlandsche Letterkunde, op voordracht van onder anderen de bekende Leidse taalkundigen Hendrik Kern en Matthias de Vries. Zijn geschriften waren onder meer van belang voor de vroege Baskische studies van de later zo bekend geworden taalgeleerde C.C. Uhlenbeck, die Van Eys vanaf 1888 regelmatig citeerde en hem typeerde als 'der verdienstvolle gelehrte W.J. van Eys’, die met zijn werken een lichtstraal geworpen heeft 'in das mystische dunkel, womit die Eskuara [het Baskisch] umgeben war'. In de tweede, postume uitgave van zijn Die Sprachwissenschaft (1901) prijst de vermaarde Duitse taalgeleerde Georg von der Gabelentz (1840-1893)  
Van Eys' 'Scharfsinn' en hij noemt hem als de auteur van de 'trefflichen' Grammaire comparée des dialectes basques (1879). Van Eys' Essai de grammaire de la langue basque werd in 1865 overigens uitgegeven door de Amsterdamse kunsthandelaar en bibliofiel C.M. van Gogh, een oom van de schilder. Een tweede, herziene druk verscheen in 1867. Van Eys raakte in de jaren zestig bevriend met Herman Neubronner van der Tuuk, de "vorst onder de taalgeleerden". Bij diens terugkeer naar Indië in 1868 kreeg Van Eys twee koffers met boeken in bewaring van Van der Tuuk. In Londen woonachtig kwam Van Eys in contact met de bekende Oxfordse orientalist Archibald Henry Sayce (1845-1933), die zich door de Nederlandse baskoloog liet overtuigen van Wilhelm von Humboldts 'etymological speculations'. Hij was medewerker aan de in Parijs uitgegeven Revue de linguistique et de philologie comparée en aan het Berlijnse blad Euskara.  
Een recenter oordeel over Van Eys' baskologische arbeid luidt minder positief: van Eys ‘proposed a number of what appear to be intended as reconstructions of inflected and derived forms [...], but unfortunately, he belonged to that school of etymology in which consonants and vowels are to be inserted or deleted arbitrarily, according to the result acquired by the analyst, and none of his proposals can be taken seriously’ (Trask 1997: 56). Niettemin werd Van Eys in de taalkunde van de jaren 1870-1900 als een van de belangrijkste contemporaine baskologen beschouwd, na de Duitser Wilhelm von Humboldt en in een adem met de Franse prins Lodewijk Lucien Bonaparte, met wie hij herhaaldelijk in discussie ging. Onder baskologen geldt dat Bonaparte 'n'était au fond qu'un amateur' (Luis Michelena in 1973). Van Eys bracht met zijn vrouw twee maal een bezoek aan Baskenland. 
In de geschiedenis van de neerlandistiek speelt Van Eys een bescheiden rol met zijn beknopte, in het Frans gestelde Nederlandse spraakkunst uit 1890, die bedoeld was als een vervanger van een eerder bij de uitgever Nijhoff verschenen Nederlandse grammatica voor Fransen. Het betrof Éléments de grammaire néerlandaise à l'usage des étrangers geschreven door Gerrit Kuyper (1815-1879). In het jaar 1878 was daar nog een derde, herziene druk van verschenen. Dit werk van Van Eys is tot nu toe nog niet nader geanalyseerd.        
Vanaf de jaren negentig correspondeerde Van Eys regelmatig met de vermaarde linguïst Hugo Schuchardt te Graz. Zijn in het Duits en Frans gestelde brieven en de contrabrieven van Schuchardt zijn in het Schuchardt-archief in Graz te raadplegen. Een interessant deel van Van Eys' bibliotheek is via C.C. Uhlenbeck eind 1935 in de Leidse universiteitsbibliotheek beland. Het Vaderland van 29 november 1935 (Avondblad) bevat het bericht dat Uhlenbeck aan de Leidse UB een groot aantal Baskologische en Iberologische boeken heeft geschonken. Het waren de werken die hij in 1914 van de weduwe, Mathilde van Eys, in langdurige bruikleen had ontvangen. Het overige deel van Van Eys' bibliotheek is niet lang na zijn dood geveild. Van zijn correspondentie is in de Nederlandse bibliotheken weinig of niets te vinden, in diverse buitenlandse baskologische archieven zijn veel van zijn brieven bewaard gebleven.    

## Geschriften (een selectie)
- 1865. Essai de grammaire de la langue basque. Amsterdam: C. M. van Gogh.
- 1873. Dictionnaire Basque-Français. Paris etc: Maisonneuve.
- 1874  'La langue ibérienne et la langue basque'. Revue de linguistique et de philologie comparée 7, 3-15.
- 1879. Grammaire comparée des dialectes basques. Paris: Maisonneuve.
- 1883. Outlines of Basque grammar. (Simplified Grammars of the principal Asiatic and European languages, III. London: Londres: Trübner.
- 1886. 'Le dialecte de Dechepare'. Euskara (Berlin) 1:1.1-2.
- 1890. Aperçu de la grammaire hollandaise. Den Haag: Nijhoff.
- 1890. Les verbes auxiliaires dans le Nouveau Testament de Liçarrague. Den Haag: Nijhoff.
- 1896. Proverbes basque-espagnols. Refranes y sentencias comunes en Bascuence, declaradas en Romance. Réédités d’après l’unicum de 1596 conservé à la Bibliothèque de Darmstadt. Ginebra: Kundining & Fibs.
- 1900-1901. Bibliographie des Bibles et des Nouveaux Testaments en langue française des XVe et XVIe siècles. 2 lib. Ginebra: Kuendig. [facs. ed. Nieuwkoop: De Graaf, 1963.]